# ハモン・アバッティ
- ラモン・アバッティ

ハモン・アバッティ・アベル（ポルトガル語: Ramon Abatti Abel、1989年9月18日 - ）はブラジル・サンタカタリーナ州アラランガ出身のサッカー審判員。2021年から国際サッカー連盟 (FIFA) に国際審判員として登録されている。

## 来歴
2012年からカンピオナート・カタリネンセの下位リーグ試合で審判を始め、2020年からはブラジルサッカー連盟 (CBF) に審判員として登録され、翌2021年には南米サッカー連盟 (CONMEBOL) 及びFIFAに国際審判員として登録された。
2023年シーズンのカンピオナート・ブラジレイロ・セリエAでのフルミネンセ対コリンチャンス、さらには2024年シーズンのカンピオナート・パウリスタトーナメントなどで論争を引き起こしている。
2024年パリオリンピックのサッカー男子決勝・スペイン対フランスの主審も担当した。